# David Flores
David Flores Martín (* 6. Mai 1997) ist ein spanischer Fußballspieler.

## Karriere
Flores begann seine Karriere beim FC Granada. Zur Saison 2016/17 wechselte er zur Reserve des CD Toledo. Zur Saison 2017/18 schloss er sich dem Fünftligisten CD Lugo Fuenlabrada an, für den er 23 Partien machte. Zur Saison 2018/19 wechselte er zum Viertligisten Peña Sport FC. Zur Saison 2019/20 zog er zum CD El Álamo. Für El Álamo spielte er 21 Mal in der Tercera División, in denen er sechsmal traf. Zur Saison 2020/21 wechselte er zum ebenfalls viertklassigen Móstoles CF, für den er 13 Mal zum Einsatz kam. Zur Saison 2021/22 wechselte Flores zum Las Rozas CF. Für Las Rozas spielte er 39 Mal und erzielte dabei 13 Tore.
Zur Saison 2022/23 wechselte Flores zum Regionalligisten WSC Hertha Wels. Für die Welser kam er zu 15 Einsätzen in der Regionalliga und machte dabei drei Tore. Zur Saison 2023/24 wechselte er zum Zweitligisten Schwarz-Weiß Bregenz. Sein Debüt in der 2. Liga gab er im September 2023, als er am siebten Spieltag jener Saison gegen den SK Sturm Graz II in der 85. Minute für Murat Satin eingewechselt wurde. Bis Saisonende kam er zu 17 Zweitligaeinsätzen. Nach der Saison 2023/24 verließ er Bregenz wieder.
Zur Saison 2024/25 kehrte er daraufhin nach Spanien zurück und wechselte zum Viertligisten AD Unión Adarve.